# Lady Picture Show
«Lady Picture Show» es una canción escrita y compuesta por la banda de rock Stone Temple Pilots. Fue el tercer sencillo que se publicó en su tercer álbum, Tiny Music... Songs from the Vatican Gift Shop. Además es uno de los tres sencillos de este álbum en alcanzar la primera ubicación en el Billboard Mainstream Rock Tracks. También aparece en Thank You, una compilación de grandes éxitos publicada en 2003. También se utilizó el principio de un capítulo inédito jamás lanzado de Buffy la cazavampiros durante la escena donde Buffy se encuentra con The Bronze.
Scott Weiland detalló en su autobiografía Not Dead and Not For Sale que la canción trata de una bailarina que fue víctima de una violación por parte de un grupo horrible, en la que termina enamorándose, aunque no puede dejar de lado el dolor.

## Composición
La canción es conocida por su notable parecido con los pioneros del rock psicodélico, sobre todo los Beatles. Es claramente tiene semejanza con el estilo de música que fue popular en los años 60. La canción se compone de un memorable riff de apertura, un uso intensivo del bajo, y el uso de la batería al estilo concierto durante el coro principal. El álbum (y en especial esta canción), ha demostrado un hito en el sonido STP, para una gran cantidad de fusión de jazz y de arena rock que podría ser escuchado a lo largo el álbum. También puede ser notada la similitud vocal de Scott Weiland a la de Paul McCartney de los Beatles.

## Video musical
El video musical fue dirigido por Josh Taft. El video se presenta como una antigua película Peep show; prestados casi completamente en blanco y negro. A lo largo del vídeo, la banda puede ser visto tocando en una habitación blanca, con objetos tales como burbujas brillantes y diamantes. Varias fotos de bailarinas exóticas se ven bailando alrededor de la pantalla y, junto con fotos de los miembros de la banda tocando. Durante el notable solo de Dean DeLeo, la pantalla se convierte en el color difuso que se estructura una marca registrada de la década de los 60. El segmento muestra Dean jugando en un prado de colores y, a continuación, el vídeo se desvanece de nuevo en blanco y negro para terminar. En este video también se nota a Scott Weiland con un cambio de personalidad muy radical, y distinto al de sus primeros discos, mismo que se volvería su identidad.

## Lista de canciones
| Sencillo en CD |                     |          |  |
| N.º            | Título              | Duración |  |
| 1.             | «Lady Picture Show» | 4:06     |  |
| 2.             | «Art School Girl»   | 3:32     |  |
| 3.             | «And So I Know»     | 3:56     |  |

## Posicionamiento en listas
| País           | Lista (1996)              | Mejor posición |
| -------------- | ------------------------- | -------------- |
| Estados Unidos | Billboard Hot 100 Airplay | 53             |
| Estados Unidos | Modern Rock Tracks        | 6              |
| Estados Unidos | Mainstream Rock Tracks    | 1              |

### Sucesión en listas
| Anterior: «Blow Up the Outside World» de Soundgarden | Mainstream Rock Tracks — Sencillo Nro 1 25 de enero de 1997 — 31 de enero de 1997 | Siguiente: «Blow Up the Outside World» de Soundgarden |